# Phnum Kravanh
Phnum Kravanh är ett distrikt i Kambodja.   Det ligger i provinsen Pursat, i den sydvästra delen av landet, 140 km nordväst om huvudstaden Phnom Penh.